# 레노버 스마트 어시스턴트
레노버 스마트 어시스턴트(Lenovo Smart Assistant)는 레노버에서 개발한 구글 어시스턴트가 탑재된 스마트 스피커이다. 이 장치는 CES 2017에서 발표되었고 2017년 5월 미국 시장에 출시되었다. 이 행사에서 하만 카돈 버전의 스피커도 발표되었다. 이 스피커는 아마존의 알렉사 음성 서비스를 사용하며, 알렉사 컴패니언 앱을 통해 제어할 수 있다. 장치 내부에는 8개의 마이크, 와이파이 칩, 인텔 셀러론 N3060 프로세서, 그리고 대형 스피커가 포함되어 있다. 장치 외피는 흰색이며, 스피커 위에 회색, 녹색 또는 주황색의 직조 오버레이가 덮여 있다.